# Amandava subflava
El bengalí cebra (Amandava subflava) es un ave pequeña (de aproximadamente 9 cm largo) de la familia Estrildidae, orden Passeriformes. El macho posee un llamativo plumaje, con el pecho de color naranja amarillento, pico rojo y una característica ceja del mismo color. La hembra tiene un plumaje más apagado y es de menor tamaño que el macho, careciendo además de la ceja rojiza de los machos de esta especie.
Su hábitat son las praderas y sabanas al sur del desierto del Sáhara, en África, estando presente en un territorio con una superficie de 10.000.000 km². A esta especie también se la puede hallar en otros países (como Arabia Saudí o Kuwait), donde los ejemplares huidos de cautividad han logrado aclimatarse y prosperar. Su dieta consiste principalmente de semillas, insectos y brotes. La hembra pone normalmente entre cuatro y seis huevos en un nido hecho de hierba. A menudo reutiliza nidos antiguos de obispo acollarado (Euplectes ardens).
Su estado de conservación es de preocupación menor en la IUCN Lista Roja de Especies Amenazadas y es bastante común en toda su área de distribución. Está incluida en el Apéndice III del convenio CITES para Ghana.

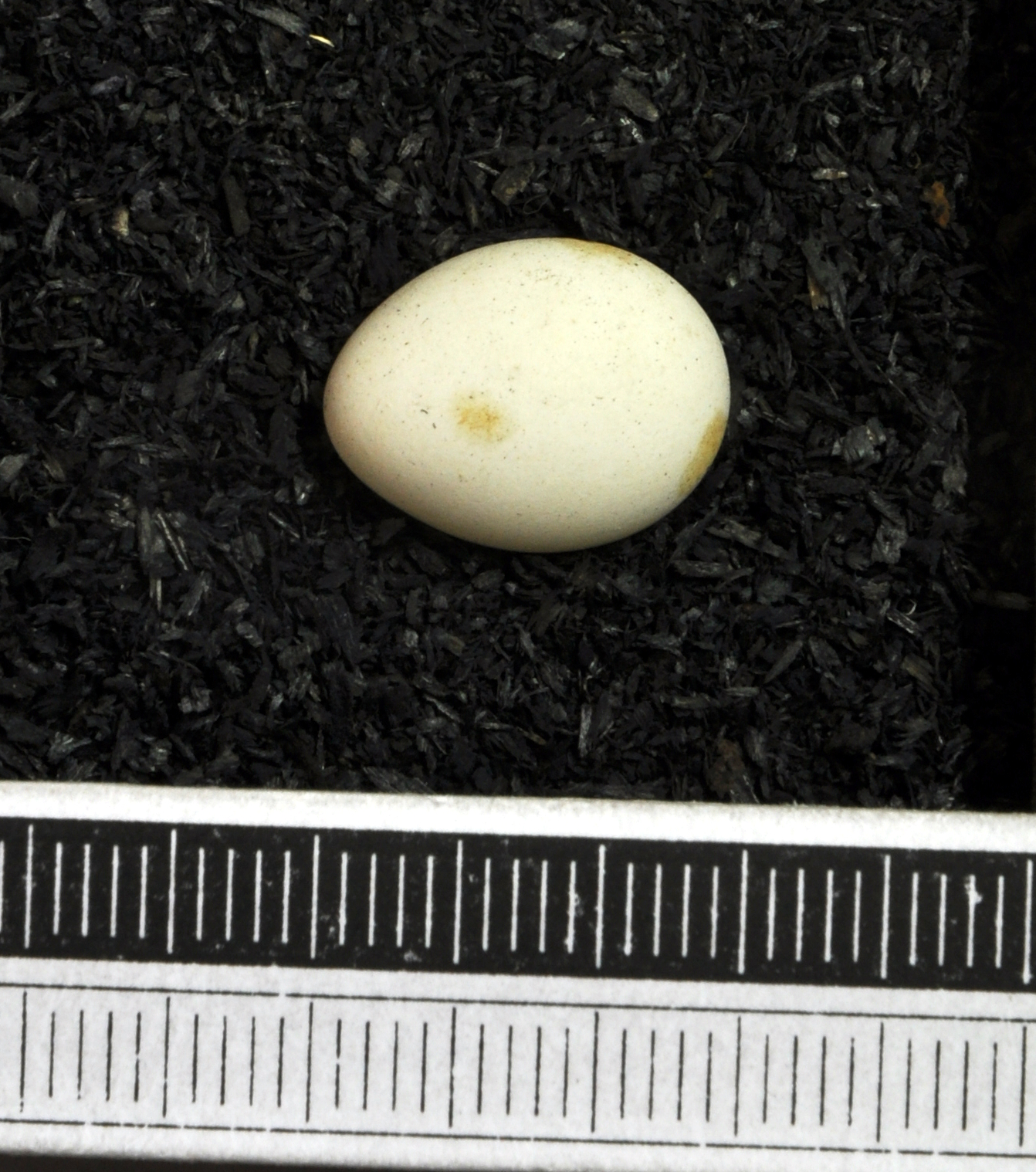
Huevo de bengalí cebra.
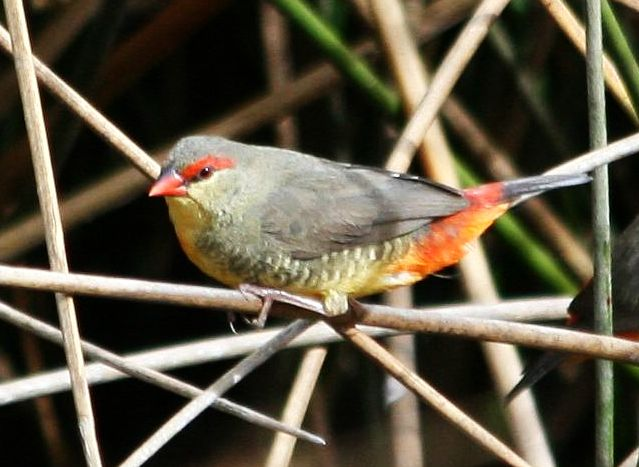
Un macho, fotografiado en Pietermaritzburg, Sudáfrica